# Butoiești
Butoiesti là một xã thuộc hạt Mehedinți, România. Dân số thời điểm năm 2002 là 3524 người.